# Сигурэ
Сигурэ (яп. 時雨, «Осенний моросящий дождь») — японский эскадренный миноносец времён Второй Мировой войны. Второй корабль в серии эсминцев  типа «Сирацую».

## Строительство
Заказан вместе с 5 однотипными единицами в 1931 году. Корпус корабля был заложен 9 декабря 1933 года на стапеле верфи «Урага» в Йокосуке.
Спущен на воду 8 мая 1935 года, вошёл в строй 7 сентября 1936 года.

## История службы
На момент вступления Японии в войну «Сигурэ» входил в состав 27-го дивизиона эсминцев (вместе с «Сирацую», «Ариакэ» и «Югурэ»).
В январе-феврале 1942 года вместе с «Сирацую» участвовал в эскорте конвоев и проводке авианосца «Дзуйхо» до порта Давао на Филиппинах.
В апреле 27-й дивизион был придан авианосному соединению адмирала Такаги («Сёкаку» и «Дзуйкаку»), и в его составе 7-8 мая принял участие в сражении в Коралловом море.
Во второй половине мая «Сигурэ» вместе с «Сирацую» и «Ариакэ» сопровождал тяжёлые крейсера «Мёко» и «Хагуро» в ходе похода от Куре до Науру, Трука и обратно.
4-6 июня 27-й дивизион находился у Мидуэя в составе 1-го флота, но непосредственного участия в Мидуэйском сражении не принял.
18-21 августа 27-й дивизион сопровождал войсковые транспорты до атолла Макин, с 22 до начала сентября эскортировал конвои до Маршалловых островов.
9-12 сентября дивизион перешёл к островам Санта-Крус и провёл обстрел базы американских гидропланов на острове Нендо.
24-29 сентября «Сигурэ» провёл конвой войсковых транспортов от Палау до Рабаула. 29 сентября-1 октября провёл танкер «Тоа-Мару» из Рабаула до Шорлэнд. 4, 7 и 10 октября участвовал в сопровождении войсковых транспортов до Гуадалканала.
12 октября «Сигурэ» вместе с «Сирацую» и «Югурэ» сопровождал гидроавианосцы «Ниссин» и «Титосэ» после доставки ими грузов для сухопутных войск. 13-16 октября вместе с «Сирацую» и «Акидзуки» провёл крупный конвой от Шортлэндских островов до Гуадалканала и обратно.
17 октября «Сигурэ» совместно с «Сирацую» и «Ариакэ» провёл конвой из 5 войсковых транспортов до мыса Эсперанс и Тассафаронга, 25 октября они же потопили подводную лодку USS Seminole и повредили USS Zane. В начале ноября были проведены три транспорта до Гуадалканала.
В ходе сражения у Гуадалканала 12-13 ноября «Сигурэ» вместе с «Сирацую» и «Ариакэ» входил в состав соединения вице-адмирала Абэ, обеспечивал его противовоздушную оборону, после его окончания участвовал в спасении экипажа потопленного линкора «Хиэй». Вернулся на Трук 18 ноября.
21 декабря 1942-8 января 1943 года «Сигурэ» вместе с «Асагумо» провёл эскортный авианосец «Тюё» из Трука в Йокосуку и обратно.
15-20 января сопроводил конвой войсковых транспортов из Трука до Шортлэнд, вернулся на Трук 23 января.
31 января-9 февраля «Сигурэ» эскортировал флот, занимавшейся эвакуацией войск с Гуадалканала.
15-20 февраля вместе с «Араси» и «Онами» сопроводил «Конго», «Харуна», «Тёкай» и «Ниссин» из Трука в Йокосуку и стал после этого на ремонт в Сасэбо.
13-21 марта провёл конвой из Сасэбо в Трук.
16-21 апреля вместе с «Ариакэ», «Хибики» и «Садзанами» провёл эскортные авианосцы «Тайё» и «Тюё» из Трука в Йокосуку. 25-30 апреля вместе с «Ариакэ», «Наганами» и «Усио» сопроводил «Тюё» и «Унъё» по обратному маршруту.
17-22 мая участвовал в эскортировании «Мусаси» из Трука в Йокосуку.
16-21 июня «Сигурэ» вместе с «Ариакэ» и «Югурэ» эскортировал «Рюхо» из Йокосуки в Трук.
24 июня-3 июля сопроводил войсковой транспорт «Акибасан-Мару» из Трука в Науру и вернулся обратно.
8-13 июля вместе с лёгким крейсером «Нагара» провёл транспорт из Трука в Кваджалейн и обратно. 14-16 июля сопроводил тот же крейсер в пути до Кавиенга, а потом и Рабаула, а 17-19 июля обратно.
27 июля и 1 августа провёл по одному транспорту до Реката и Коломбангара.

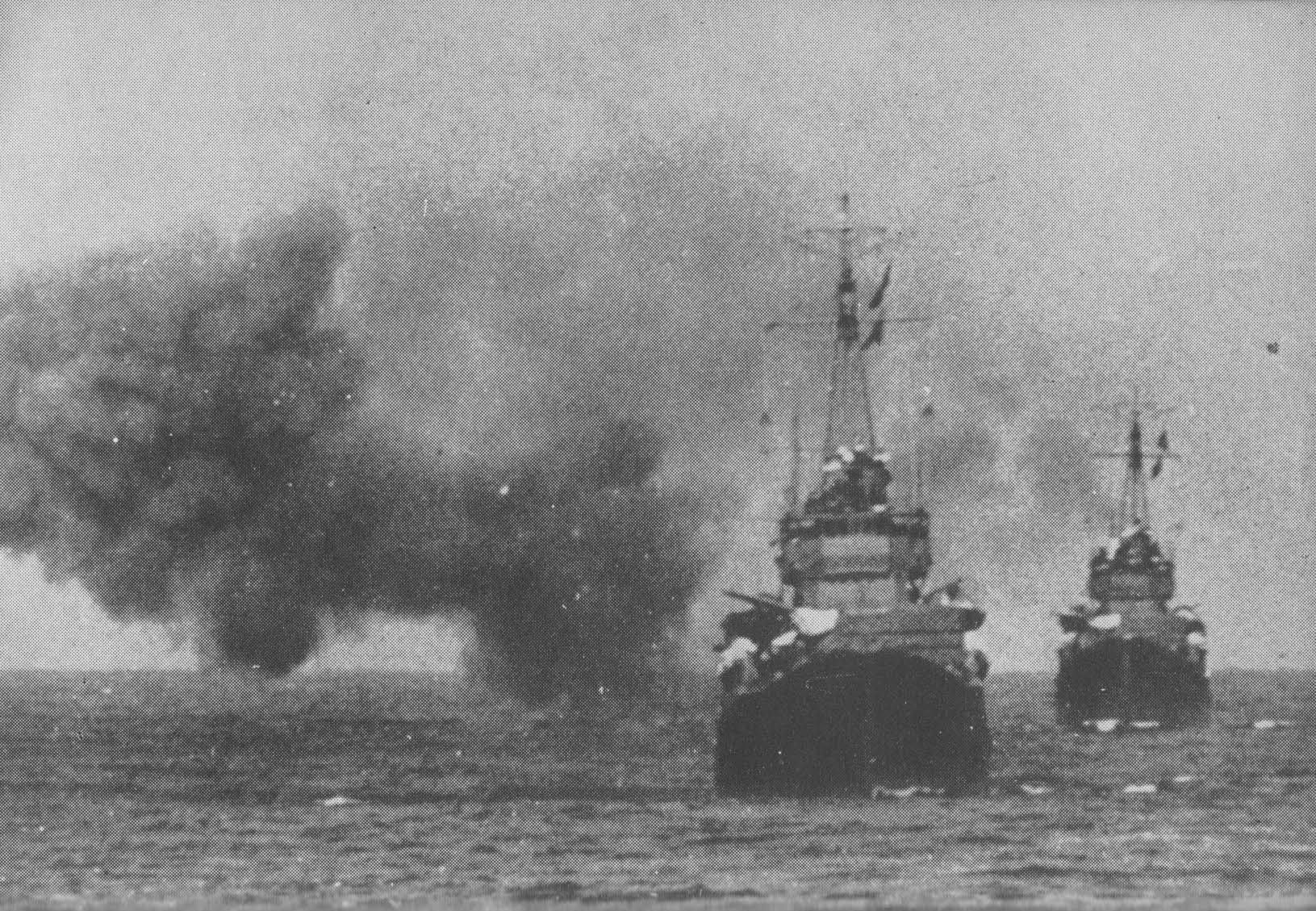
Сигурэ и Самидарэ у побережья Бугенвиля 6 октября 1943 года, перед сражением у Велья-Лавелья

6-7 августа «Сигурэ» вместе с «Хагикадзэ», «Кавакадзэ» и «Араси» участвовал в сражении в заливе Велья. Смог вовремя обнаружить группу американских эсминцев и произвести по ним восьмиторпедный залп, но безуспешно. В ходе сражения уклонился от большинства выпущенных противником торпед и получил только одно попадание 533-мм торпеды Mk.15 в борт, которая не взорвалась, что позволило «Сигурэ»  поставить дымовую завесу и выйти из боя, став таким образом единственным японским кораблём, в нём уцелевшим.
17-18 августа участвовал вместе с «Садзанами», «Хамакадзэ» и «Исокадзэ» в сражении при Хораниу. Безуспешно обменивался артиллерийскими и торпедными залпами с американскими эсминцами, что, однако, позволило большинству эскортируемых барж уцелеть и благополучно добраться до цели.
До начала октября принимал участие в эскортировании транспортов, эвакуировавших японские войска с Соломоновых островов.
6 октября «Сигурэ» вместе с 8 другими эсминцами участвовал в сражении у Велья-Лавелья. На финальном его этапе добился торпедного попадания в американский эсминец «Селфридж», вынудив его выйти из боя, однако и сам получил небольшие повреждения от его огня.
До конца октября участвовал в сопровождении транспортов.
2 ноября «Сигурэ» вошёл в состав соединения кораблей, которое в ходе сражения в заливе Императрицы Августы пыталось предотвратить высадку американцев на Бугенвиль, но безуспешно.
7-11 ноября эскортировал конвой из Рабаула в Трук через Кавиенг, 10 ноября принял на борт 70 спасшихся с торпедированного транспорта «Тойко-Мару».
12-17 ноября сопроводил тяжёлые крейсера «Мёко» и «Хагуро» из Трука в Сасэбо и стал там на ремонт.
Вышел в море 24 декабря, однако столкнулся в проливе Бунго с рыболовецким судном и был вынужден вернуться для устранения повреждений.
4-11 января 1944 года «Сигурэ» эскортировал транспорт «Ирако» на переходе из Йокосуки на Трук.
С 19 января по 15 февраля проводил конвои танкеров из Трука в Таракан и Баликпапан и обратно.
17 февраля в ходе налёта американской авиации на Трук «Сигурэ» получил прямое попадание авиабомбы во вторую артустановку, погиб 21 член экипажа и 45 было ранено.
6-22 марта провёл несколько конвоев от Палау до Тайваня, и оттуда до Сасэбо, став в итоге там на ремонт. В ходе него повреждённая вторая артустановка была заменена батареей из 2 строенных 25-мм зенитных автоматов.
Выйдя из ремонта, «Сигурэ» 11-16 мая сопроводил линкор «Мусаси» и авианосцы «Титосэ», «Тиёда» и «Дзуйхо» до Тави-Тави. В конце мая-начале июня занимался проводкой транспортов на Филиппинах. 8 июня спас 110 членов экипажа эсминца «Харусамэ», потопленного американской авиацией, и сам получил повреждения (7 убитых, 15 раненных).
19-20 июня участвовал в сражении при Марианских островах. Обеспечивал ПВО эскадры, в конце боя вместе с «Хамакадзэ» снял экипаж с тяжело повреждённого авианосца «Хиё» и добил его торпедами.
До конца октября занимался эскортированием конвоев, 18 августа принял участие в спасении экипажа с торпедированного крейсера «Натори».
«Сигурэ» участвовал в сражении в заливе Лейте, входя в соединение адмирала Симы. В ходе боя в море Сибуян 24 октября он получил прямое попадание авиабомбы, в результате чего первая артустановка была выведена из строя, 5 членов экипажа было убито и 6 ранено. На следующий день во время боя в проливе Суригао корабль был тяжело повреждён одним прямым и множеством близких попаданий, однако смог вырваться из западни и прийти в Бруней 27 октября, став одним из немногих уцелевших кораблей из соединений Нисимуры и Симы.

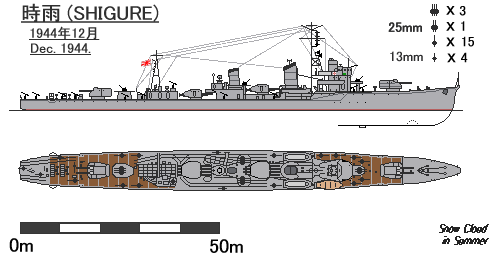
Схема Сигурэ по состоянию на декабрь 1944 года

8-16 ноября сопроводил тяжёлый крейсер «Тонэ» из Брунея в Сасэбо, 8 ноября потопив вместе с эскортными корабля «Тибури» и «№.19» американскую подводную лодку «Гроулер».
В ходе ремонта в Сасэбо (который продлился до середины декабря) было усилено зенитное вооружение (число 25-мм автоматов достигло 26) и установлены обзорные РЛС на мачты.
17-19 декабря участвовал в сопровождении авианосца «Унрю» до Манилы, однако не смог защитить его от торпед подлодки «Редфиш». «Сигурэ» и «Моми» приняли на борт 146 выживших и вернулись в Сасэбо 22 декабря.
21 декабря 1944-13 января 1945 года эскортировал конвой до Гонконга.
17 января вышел из Гонконга в Сингапур, сопровождая танкер «Саравак-Мару». 24 января 1945 года «Сигурэ» получил попадание торпеды с американской подводной лодкой «Блэкфин» у Кота-Бару и затонул в течение 10 минут вместе с 37 членами экипажа в точке 06°00′ с. ш. 103°48′ в. д.. Эскортные корабли «Миякэ» и «Кандзю» приняли на борт 270 человек,  в том числе и командира эсминца капитана 3-го ранга Манубу Ханивара.
10 марта 1945 года «Сигурэ» был исключён из списков.

## Командиры
26.8.1935 — 1.12.1936 капитан 3 ранга (сёса) Сюити Сугино (яп. 杉野修);
1.12.1936 — 15.8.1938 капитан 3 ранга (сёса) Минору Ёкой (яп. 横井稔);
15.8.1938 — 1.4.1939 капитан 3 ранга (сёса) Томоэ Огата (яп. 緒方友兄);
1.4.1939 — 1.9.1941 капитан 3 ранга (сёса) Киёси Канэда (яп. 金田清之);
1.9.1941 — 20.11.1942 капитан 3 ранга (сёса) Нобору Сэо (яп. 瀬尾昇);
20.11.1942 — 8.12.1943 капитан 3 ранга (сёса) Камэсабуроу Ямагами (яп. 山上亀三雄);
8.12.1943 — 1.12.1944 капитан 3 ранга (сёса) Сигэру Нисино (яп. 西野繁);
1.12.1944 — 24.1.1945 капитан 3 ранга (сёса) Манубу Хагивара (яп. 荻原学).